# Čestice (vrsta riječi)
Čestice ili partikule nepromjenjiva su vrsta riječi kojima se izražava stav govornika prema sadržaju iskaza.

## Nesamostalne čestice

### Upitne čestice
Upitne čestice: li, zar, da
Čestica li je enklitika i uglavnom dolazi iza nekog glagolskog oblika:
- Vidiš li? Jesi li pjevao? Neće li doći? Nije li bilo dosta? Nisu li otišli?

Također može doći i iza nekih drugih upitnih riječi kao intenzifikator, odnosno pojačivač upitnog značenja:
- Gdje li se samo skrila? Što li nam vrijeme nosi?

Čestica li služi i za pojačavanje ostalih riječi i iskaza:
- Trči li, trči! Lijepa li si! Gdje li ga samo nađe!

Ova se čestica također veže uz neke veznike, zamjenice itd.:
- Nisu ni roditelji došli, a kamoli djeca. Radije bih ovo negoli da moram raditi cijeli dan.

Čestica zar dolazi na početku rečenica te izražava dodatnu nevjericu, sumnju, čuđenje:
- Zar ne vidiš? Zar ste zaista otišli?

Također se s česticom ne udružuje u skup zar ne koji dolazi na kraju iskaza; očekuje se potvrdan odgovor:
- Doći ćeš, zar ne? Vidio si ga, zar ne?

Čestica li često se udružuje s naglašenim prezentom pomoćnog glagola biti te tako tvori pitanje:
- Jesu li došli? Je li me vidio? Jesmo li stigli? Jesam li zaista uspio?

Nepravilno je postavljati pitanja s udruženim česticama da i li:
- Da li su došli? Da li me vidio? Da li smo stigli? Da li sam zaista uspio? Da li vidiš? Da li gledaju utakmicu?
- Jesu li došli? Je li me vidio? Jesmo li stigli? Jesam li zaista uspio? Vidiš li? Gledaju li utakmicu?

### Intenzifikatori
Čestice mogu služiti i za pojačavanje i naglašavanje iskaza - intenzifikaciju.
Intenzifikatori:
i, ni, također, ta, pa, samo, a također mogu i bar, barem, makar, god, ma, čak, ipak, opet...

- I on je došao. Nisu vjerovali ni njemu!
- On je također sudjelovao. Ta ne znam što ću učiniti!
- Pa zar ne vidiš da je to krivo? Pa naravno!
- Samo ti pričaj! Samo da znaš što se dogodilo!

- Pokloni mu bar neku sitnicu. Barem svrati na pola sata. Makar jednom budi sretan.
- Tko god dođe, bit će svečano primljen. Ma kako odlučila, ja sam uz tebe. To stoji čak petsto kuna!
- Premda su se trudili, opet nisu uspjeli. Iako su radili cijeli dan, ipak nisu stigli završiti posao.

### Usporedne čestice
Usporedne ili gradacijske čestice izražavaju stupnjevanje svojstva:
mnogo, puno, malo, vrlo, veoma, gotovo, skoro, jedva, previše, sasvim, potpuno, posve, osobito, prilično, odviše, još, naročito...
- Ona je mnogo veća. Bio je vrlo malen. Izgledalo je gotovo neprimjetno.

### Poticajne čestice
Čestica neka služi za tvorbu imperativa za 3. lice jednine i množine, a također može izražavati poticaj.

- Neka radi što hoće! Neka se djeca vesele! Neka dođu!

Poticajna može biti i čestica da:
- Da samo znaš što je napravio! Da si smjesta došao!

Čestice hajde, de, daj, dede, deder pripadaju razgovornom stilu.

### Jesno-niječne čestice
Jesna čestica da, niječna čestica ne, naglašeni prezent pomoćnog glagola biti u trećem licu jednince jest.

- Da, doći ćemo! Ne, nije došao! Ne pitaj me to. Jest, javio mi je vijest.

### Prezentativi
Prezentativi su čestice evo, eto i eno. Odnose se redom na prvo, drugo i treće lice. Evo, eto i eno "poprime i određene glagolske funkcije i značenja". Prezentativom se može smatrati i čestica gle.
- Evo mene! Eto tebe! Eno njega!
- Evo čovjeka! Eto, sve sam vam rekao! Evo, to je sve što znam! Eno, još uvijek su tamo!
- Gle psa! Gle ono!

## Samostalne čestice
Samostalne čestice ili modifikatori obuhvaćaju i neke od nesamostalnih čestica, ali u samostalnoj uporabi.
Također, na razini teksta, razlikujemo sljedeće samostalne čestice:

vjerojatno, doista, zaista, stvarno, uistinu, sigurno, zasigurno, nasreću, nažalost, eventualno, uglavnom, nesumnjivo...